# Libro Rosso dei Confini Occidentali
(Frodo a Sam, nel capitolo I Rifugi Oscuri, Il Signore degli Anelli)

"Andata e ritorno... un racconto Hobbit di Bilbo Baggins" così com'è mostrato nel film La Compagnia dell'Anello di Peter Jackson

Il Libro Rosso dei Confini Occidentali (conosciuto anche come Il Libro Rosso, Il Libro Rosso di Periannath o come Il Libro del Conte) è uno pseudobiblium redatto dallo Hobbit Bilbo Baggins, al quale attinge come ipotetica fonte letteraria lo scrittore inglese J. R. R. Tolkien. Si tratta quindi di un artificio narrativo, di un libro immaginario. Viene citato più volte da Tolkien nel prologo de Il Signore degli Anelli, viene ripreso durante la narrazione degli eventi e anche nelle appendici. Compare inoltre ne Lo Hobbit e ne Le avventure di Tom Bombadil.
Il suo nome deriva dalla pelle rossa che lo rilegava e dal posto dove fu a lungo conservato: a Sottotorri dai Belpiccolo, i Custodi dei Confini Occidentali.

## Andata e Ritorno
Alla fine del libro Lo Hobbit Tolkien fa dire al protagonista dell'avventura, Bilbo Baggins, che probabilmente intitolerà le sue memorie: "Andata e Ritorno, le Vacanze di un Hobbit", difatti il titolo preferito dell'autore per Lo Hobbit fu sempre Lo Hobbit o Andata e Ritorno.
Ne Il Signore degli Anelli Bilbo, parlando con Gandalf gli dice che ha già immaginato con quale frase concludere il proprio libro: "E visse felice e contento fino alla fine dei suoi giorni". Questa risulta essere un riarrangamento di quanto espresso in terza persona dal narratore nell'ultimo capitolo de Lo Hobbit.

## La caduta del Signore degli Anelli
Come veniamo a scoprire nel Signore degli Anelli, Bilbo ha continuato la stesura delle sue memorie fino ad includere gli eventi della Guerra dell'Anello e le imprese di suo nipote Frodo e degli altri protagonisti delle vicende. Bilbo lascerà a Frodo il libro e con esso il compito di concludere e organizzare organicamente il lavoro svolto. Prima della partenza dai Porti Grigi Frodo lascerà il libro, ormai quasi concluso, nelle mani di Samvise Gamgee.
Nelle varie opere Tolkien ha titolato sempre in modo diverso il Libro Rosso, fino a quello che sembra essere il titolo definitivo, così com'è possibile leggere ne Il ritorno del re:
    Il mio Diario. Il mio Viaggio Inaspettato. Andata e Ritorno.
Che cosa accadde dopo.

  Avventure di Cinque Hobbit. La Storia del Grande Anello, compilata da
Bilbo Baggins grazie alle proprie osservazioni ed ai racconti degli amici.
Noi e la Guerra dell'Anello.

LA CADUTA

DEL

SIGNORE DEGLI ANELLI

E

IL RITORNO DEL RE

(visti dalla Gente Piccola; memorie di Bilbo e

di Frodo della Contea, arricchite dalle narrazioni dei loro amici

e dalla Scienza dei Saggi).

Oltre ad estratti di Libri di Scienza tradotti da Bilbo

a Gran Burrone.

## Traduzioni dall'Elfico
A Gran Burrone Bilbo poté leggere e tradurre molti libri elfici che trattavano dei tempi antichi. Questo suo lavoro di traduzione era raccolto in tre libri di sapienza che egli aveva composto in epoche diverse, e recavano un'etichetta sul dorso rosso: Traduzioni dall'Elfico, di B.B.. Dopo la sconfitta di Sauron (nel Signore degli Anelli) Bilbo donò i tre volumi a Frodo.

## Il Libro Rosso
I tre volumi riguardanti le traduzioni elfiche e il volume storico narrante le vicende de Lo Hobbit e de Il Signore degli Anelli vennero poi consegnati da Frodo a Sam, e nel tempo passarono da lui a sua figlia Elanor e quindi ai discendenti di lei. Qualche anno dopo il matrimonio con Fastred di Verdolmo, Elanor si trasferisce con tutta la famiglia a Sottotorri sui Colli Torrioni, da cui deriverà il successivo nome della loro famiglia, i Belpiccolo delle Torri, nonché Custodi dei Confini Occidentali, e in seguito un quinto volume, contenente un dettagliato studio sulle genealogie Hobbit, verrà aggiunto ai precedenti quattro, arrivando così al nome del famoso "Libro Rosso dei Confini Occidentali".

## Il Libro del Conte
Tolkien riferisce che l'originale Libro Rosso è andato perduto, ma di esso sono state fatte numerose copie con varie aggiunte e note. La prima copia in assoluto del manoscritto fu fatta su richiesta di Re Elessar e portata a Gondor dal vecchio compagno di Frodo, il Conte Peregrino I. Questa copia è detta "Libro del Conte" e data la sua peculiarità di prima copia "contiene tutto ciò che nelle edizioni seguenti fu perduto oppure omesso". A Gondor il libro venne arricchito di ulteriori note e vennero apportate alcune correzioni, soprattutto in merito alle traduzioni elfiche. Fu anche aggiunta una breve versione de La Storia di Aragorn e Arwen fatta da Barahir, nipote del Principe Faramir.

## La copia di Findegil
Una copia del Libro del Conte fu fatta su richiesta del pronipote di Peregrino e portata nella Contea nel 1592 C.C. (172 Q.E.) e lì conservata nei Grandi Smial. Le date sono certe perché il copiatore aggiunse la seguente nota:
È la copia dettagliata e precisa del Libro del Conte che si trova a Minas Tirith. E questo a sua volta è la copia fatta su richiesta del Re Elessar, del Libro Rosso di Periannath. Quest'ultimo era stato portato al Re dal Conte Peregrino nel 64 della Quarta Era (anno del suo ritorno a Gondor)»
(Prologo de Il Signore degli Anelli, Note sulla documentazione della Contea)
Tolkien riferisce inoltre che tale copia è molto importante perché l'ultima rimasta a contenere le traduzioni dall'elfico di Bilbo.
Nell'immaginario dello pseudobiblium questa copia è sopravvissuta fino ai tempi di Tolkien e grazie ad essa egli sarebbe riuscito ad operare la traduzione dal linguaggio originale del Libro Rosso (ovvero i linguaggi della Terra di Mezzo) all'inglese contemporaneo.

## Opere simili e correlate
Un libro simile e di molto precedente al Libro Rosso è il Gianopelle o Diario di Tucboro, un libro la cui redazione iniziò circa nel 2000 della T.E. ad opera dei membri della famiglia Tuc. Esso era un insieme di annotazioni riguardanti nascite, matrimoni, morti e compravendite di terreni riguardanti la famiglia Tuc, ma anche altri avvenimenti concernenti eventi della Contea. Molte delle informazioni del Gianopelle sono poi confluite nel Libro Rosso.
Vanno ricordate altre produzioni letterarie Hobbit, di Meriadoc Brandibuck, come L'Erborista della Contea, Il Calcolo degli Anni (nel quale egli confrontava i calendari della Contea e di Brea con quelli di Gran Burrone, Gondor e Rohan) e Antichi termini e Nomi della Contea (nel quale si interessò di termini tipici della Contea e di elementi arcaici nei nomi delle località che avevano affinità con la lingua dei Rohirrim).